# Frances Thurber Seal

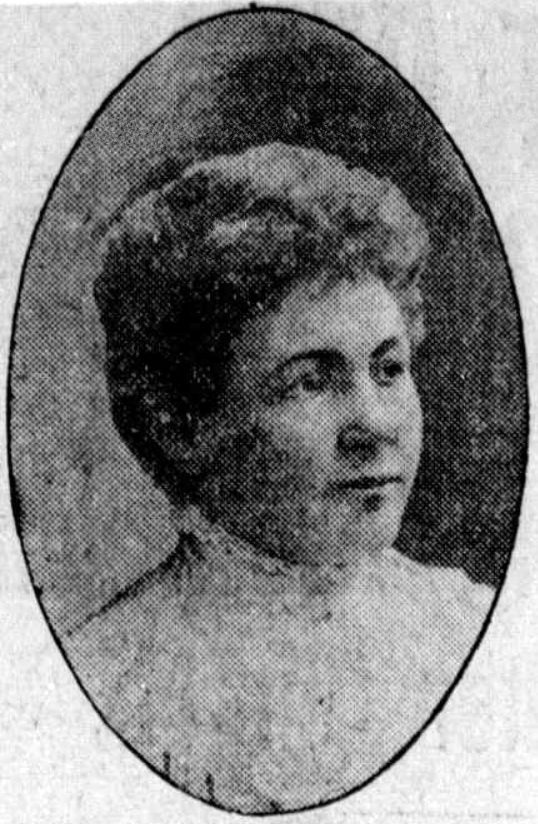
Frances Thurber Seal (1902)

Frances Thurber Seal, CSB, führte die Christliche Wissenschaft in Deutschland und Norwegen ein.

## Leben
Frances Thurber Seal gab an, 1896 durch Lektüre des Buches „Nein und Ja“ (No and Yes) von Mary Baker Eddy von innerer Nervosität und einer schweren Sehschwäche geheilt worden zu sein. Bald nach ihrer Heilung hatte sie in New York Klassenunterricht bei Laura Lathrop, CSB. 1897 ging Mrs. Seal nach Deutschland, wo sie als Ausüberin der Christian Science bis zu ihrer Rückkehr in die USA im Jahre 1906, tätig war. 1898 nahm sie unter dem neu organisierten Christian Science Board of Education an einer Normal class teil, die sie als Lehrerin der Christian Science abschloss. Sie kehrte zunächst nach Dresden zurück, bevor sie nach Berlin umzog. Auf ihr Wirken gehen die Gründung von Kirchen Christi Wissenschaftler in Dresden und Berlin zurück. Bis 1931 war sie in New York als Ausüberin und Lehrerin der Christian Science tätig.